# Синтоистская архитектура
Синтоистская архитектура — важная составляющая японской архитектуры. Она, как и религия синто, уникальна для Японии.
Испытывая влияние буддистской архитектуры, она, тем не менее, сохранила особенности японских зданий доисторического периода.
Синтоистские храмы (дзиндзя) эволюционировали от огороженного участка для проведения церемоний до сложного комплекса сооружений. Обычно главным зданием святилища является хондэн; священные врата — тории — являются одним из символов синто. В основе синтоистских святилищ, как и в основе японских домов, лежит каркасная схема. Существует множество стилей храмовой архитектуры, большинство из них основаны на форме древних зернохранилищ.

## История
История синтоистской архитектуры уходит своими корнями в период Яёй. В то время простые японцы жили в полуземлянках или длинных многоочажных домах. С развитием земледелия для урожая стали строить деревянные хранилища с приподнятым полом — такаюка. Возможно, эти хранилища послужили прообразом главного здания святилища.
В основе синто лежит поклонение бесчисленным духам (ками), включая и предков, и природные явления, и красивые или необычные места. Ими, например, могли являться священные рощи, горы и водопады.
В старину постоянных храмов не существовало — при проведении религиозных праздников священный участок огораживался забором или верёвкой, на входе в него устанавливались ритуальные ворота. До сих пор сохранилось несколько святилищ, где отсутствует главное здание, например Омива (Сакураи) и Санатара (Сайтама) — в таком случае объектом поклонения является сама гора, или, в случае храма Окиносима, — весь остров.
В эпоху Яёй, когда сельскохозяйственные праздники стали регулярными, возникла и необходимость в постоянных объектах для отправления культа. Вначале воплощением ками служили простые предметы, например — установленный в центре огороженного участка деревянный столб. В качестве отголоска этой традиции в некоторых святилищах до сих пор имеется священный центральный столб (яп. 心の御柱 син-но-михасира), который играет лишь символическую роль. Скорее всего, первые святилища были небольшими и переносными, подобно нынешним микоси (яп. 神輿), используемым во время праздников. Это особо заметно в храмах Касуга в Наре и Камо в Киото. Одними из предшественников нынешней храмовой архитектуры могли быть и временные святилища Дайдзёкю, строившиеся для церемонии интронизации императора, которые, по преданиям, возводились с III века.
Синтоистские и буддистские храмы развивались параллельно, часто располагаясь на соседней или одной территории. В результате взаимопроникновения двух религий можно было найти буддистские изображения в синтоистских храмах, а синтоистские элементы, например тории, в буддистских. До официального разделения двух религий в конце XIX века (симбуцу бунри) буддистские священники даже могли проводить службы в дзиндзя. Тем не менее, главные синтоистские храмы сохранили самобытные черты. Древнейшими и важнейшими святилищами считаются храм Исэ, Идзумо-тайся и Сумиёси-тайся, от которых происходят основные стили храмовой архитектуры — симмэй-дзукури, тайся-дзукури и сумиёси-дзукури.
Синтоистские храмы получили статус, сопоставимый с буддистскими, в конце VII века, когда богиня Аматэрасу, которой поклонялись в Исэ, была признана главной японской богиней и прародительницей императорского рода. С тех пор храм Исэ является важнейшим святилищем страны, в старину он был тесно связан с политикой. С развитием синтоизма сложилась особая терминология и иерархия синтоистских святилищ.

## Типы строений
Синтоистское святилище развивалось от простого огороженного участка, где проводились церемонии, до сложного комплекса со зданиями до 10 различных типов.
Храмовая земля считается священной, поэтому граница между духовным и будничным мирами всегда бывает отмечена каким-либо образом. На пути к храму (сандо) для этой цели устанавливаются ритуальные ворота — тории, их может быть несколько. Тории можно разделить на два основных типа — симмэй-тории имеют простые столбы и прямые перекладины, они часто встречаются в святилищах, связанных с храмом Исэ. Мёдзин-тории, более распространённые, имеют изогнутую верхнюю перекладину, нижняя проходит сквозь столбы. Также у входа находится павильон для омовения рук и рта тэмидзуя (яп. 手水舎) и статуи-стражи — комаину. После омовения верующие направляются к залу для молящихся (яп. 拝殿 хайдэн). В хайдэне поклоняются ками и проводятся некоторые церемонии. За ним может быть расположен зал подношений (яп. 幣殿 хэйдэн), куда могут входить только священники, а далее — главное святилище (яп. 本殿 хондэн), где хранится воплощение ками — го-синтай. Хондэн закрыт для всех, священники заходят туда только в редких случаях, для проведения важнейших ритуалов. Участок вокруг хондэна может быть открытым, но обычно он обнесён забором тамагаки (яп. 玉垣, также мидзугаки), деревянным или каменным.
Кроме основных зданий, в храмовый комплекс также могут входить зал для ритуальных танцев (яп. 舞殿 майдоно,  или кагура-дэн), зал для встреч храмовой гильдии (миядза), зал, куда священники удаляются после подношений богам  (яп. 直会殿 наорайдэн), сокровищница или хранилище для подношений (яп. 神宝 симпо:) и храмовых принадлежностей.
В крупных храмах имеются также церемониальные кухни (яп. 神饌所 синсэндзё), где готовится пища для подношений, административные здания (яп. 社務所 сямусё), зал для уединения (яп. 参籠所 санро:сё), где священники или верующие могут молиться в одиночестве, зал для ритуального очищения (яп. 斎館 сайкан), где священники уединяются перед важными ритуалами, жильё священников. В территорию святилища могли входить священные поля сайдэн, где выращивался рис для приготовления пищи и сакэ для божеств. Иногда на территории большого святилища расположены несколько меньших, находящихся под его управлением — сэсся и масся. Также, до официального разделения синто и буддизма, на территории храма часто располагалось буддистское святилище, посвящённое соответствующему боддхисатве, — дзингу-дзи (яп. 神宮寺). Большие площади на территории святилища засыпаны белой галькой, гравием или песком.

## Стили
Предполагается, что большинство стилей святилищ происходят от древних хранилищ свайного типа с приподнятым полом (такаюка). В отличие от буддистской архитектуры, синтоистские храмы не копировали китайские, а вырабатывали свою оригинальную архитектурную концепцию. Как правило, размеры святилищ были невелики, а декор минимален, хотя существует немало исключений в поздних храмах, подвергшихся влиянию буддистских стилей. Святилища построены по каркасной схеме, как и большинство традиционных японских зданий.
- Симмэй-дзукури
- Tайся-дзукури
- Сумиёси-дзукури

Древнейшими стилями являются симмэй-дзукури, тайся-дзукури и сумиёси-дзукури. Для них характерны щипцовые крыши, перекрещенные стропила тиги (яп. 千木), горизонтальные брёвна кацуоги (яп. 堅魚木) на коньке. Для первых двух стилей характерен священный центральный столб (яп. 心の御柱 син-но-михасира), играющий символическую роль.
У святилищ, построенных в стиле симмэй-дзукури, вход расположен со стороны, параллельной коньку. В храме Исэ центральное святилище окружено четырьмя заборами. Кроме главного входа, здание не имеет ни окон, ни дверей. Со стороны шипца конёк поддерживают отдельно стоящие столбы — мунамотибасира (яп. 棟持柱). Все столбы уходят в землю, а не стоят на каменных основах. Здание окружено верандой мавари.
Стиль тайся-дзукури отличает крытая лестница, ведущая в главное здание. Вход расположен со стороны щипца. Храмы в этом стиле можно увидеть в районе Идзумо, главный из них — Идзумо-тайся, посвящённый Аматэрасу. C 1744 года пол святилища находится на высоте 24 м над землёй, а в древности он был ещё выше. Крыша слегка изогнута.
Стиль сумиёси-дзукури назван по одноименному святилищу в Осаке. Вход расположен со стороны щипца, невысоко над землёй. Здания длинные и узкие, внутреннее пространство разделено на две части. Стены окрашиваются в белый цвет, столбы — в красный.
- Нагарэ-дзукури
- Kасуга-дзукури
- Хатиман-дзукури
- Гонгэн-дзукури

В современной Японии самым распространённым стилем является нагарэ-дзукури, главной особенностью которого является асимметричная изогнутая щипцовая крыша с удлинённым передним свесом, где расположен вход. Храмы состоят из одного небольшого зала. Как и в стиле касуга-дзукури, здание опирается на обвязочный пояс (деревянную раму), что является свидетельством того, что первые святилища были переносными. Портик опирается на дополнительные столбы, ко входу ведёт лестница. Для строительства используются некрашеные полированные брёвна. Похожий стиль, в котором длинные скаты расходятся в обе стороны, называется рё-нагарэ-дзукури.
Стиль касуга-дзукури тоже широко распространён, храмы в этом стиле небольшие и имеют двускатные щипцовые крыши, вход расположен со стороны шипца и находится под отдельным козырьком кохай. Как и в стиле сумиёси-дзукури, стены часто красят в белый цвет, столбы — в красный. Для этого стиля тоже характерны перекрещенные стропила тиги и два горизонтальных бревна кацуоги на коньке. Этот стиль появился в эпоху Хэйан и распространён в западной Японии.
Стиль хатиман-дзукури встречается в храмах, посвящённых божеству Хатиману. Состоит из двух параллельных зданий в стиле нагарэ-дзукури, соприкасающиеся карнизами. Между ними образуется внутренняя комнатка аи-но-ма. В этом стиле заметно влияние буддизма, возможно, он происходит от буддистского сдвоенного зала содо.
Стиль Гонгэн-дзукури использовался в усыпальницах. Храмы в этом стиле состоят из хондэна и хайдэна, соединённых каменным переходом иси-но-ма. Поэтому, крыша здания имеет сложную форму. Данный стиль отличается пышностью и обилием украшений. Явным заимствованием из буддистской архитектуры является щипец в стиле карахафу.
- Хиэ-дзукури (вид сзади)
- Кибицу-дзукури
- Тории святилища Ицукусима
- Мисэдана-дзукури

Существует несколько редких стилей, представленных единственным храмом. Стиль хиэ или хиёси (яп. 日吉造 хиэ дзукури, хиёси дзукури) представлен зданиями храма Хиёси тайся в Оцу. Нынешние здания были построены в 1586 году. Крыша напоминает полувальмовую  (яп. 入母屋造 иримоя-дзукури), но удлинённые козырьки с трёх сторон образуют дополнительную внешнюю часть (яп. 外陣 гэдзин), сзади же свес выглядит обрезанным. Вход параллелен коньку.
Стиль кибицу-дзукури — стиль храма Кибицу-дзиндзя в Окаяме. Крыша похожа на стили нагарэ-дзукури и иримоя-дзукури, но дополнительные перпендикулярные коньки создают сложный силуэт здания. Размеры храма гораздо больше типичных для дзиндзя, видимо, под влиянием буддистского стиля дайбуцуё. Буддистское влияние заметно и в красочном и сложном оформлении элементов.
В Ицукусима-дзиндзя видно влияние и буддистских школ «Чистой Земли», и дворцового стиля синдэн. Храм стоит на берегу острова Ицукусима на сваях, во время прилива уходящих под воду. Комплекс состоит из главного и множества малых святилищ, соединённых крытыми коридорами кайро. Хондэны святилищ построены в стиле «двойного нагарэ-дзукури» (яп.  рё-нагарэ-дзукури). Перед каждым расположены хэйдэн, хайдэн и павильон для омовений. Общий вид храма напоминает западный рай будды Амиды.
В районе города Цуяма в префектуре Окаяма распространён стиль накаяма-дзукури, названный в честь одноимённого храма. Для него характерны строения шириной в три пролёта с полувальмовой крышей и щипцом в стиле карахафу.
Очень маленькие святилища бывают построены в стиле мисэдана-дзукури (яп. 見世棚造, витринный стиль), в этом случае в храме нет ни лестницы, ни веранды, а от основания выдаётся вперёд плоская полка, опирающаяся на те же столбы, что и козырёк крыши. Считается или древним примитивным стилем, или упрощением других стилей. Крыша может быть в стиле нагарэ, касуга или щипцовой.
- Киридзума-дзукури
- Иримоя-дзукури
- Какэ-дзукури (Сукунахикона-дзиндзя)

Также храмы делят на категории по отдельным признакам. Например, стиль храмов с щипцовой крышей называют киридзума-дзукури (яп. 切妻造), а с полувальмовой — иримоя-дзукури (яп. 入母屋造). Если вход расположен со стороны щипца, это называлось цумаири (яп. 妻入), параллельно коньку — хираири-дзукури (яп. 平入造). Здания в эффектном стиле какэ-дзукури (яп. 懸造, подвешенный стиль) строились на скалах или склонах гор. В этом случае для создания ровной поверхности деревянная платформа стоит на столбах соответствующей высоты, упирающихся в скалу. Такие здания хорошо выдерживают землетрясения. Будучи, по сути, эффективной техникой строительства в сложных условиях, какэ-дзукури подчёркивает ландшафт и красоту места.

## Характерные элементы
Существует несколько архитектурных элементов, встречающихся исключительно или преимущественно в синтоистской храмовой архитектуре:
Кацуоги (яп. 堅魚木, от кацуо — тунец) — украшение на крыше храма в виде поперечных брёвен. С древности дворцовые и храмовые здания имели тяжёлую двускатную крышу, покрытую тростником или соломой. Для укрепления конструкции и её защиты от ветра и ливней на коньковый брус стали укладывать короткие поперечные брёвна. Позже они перестали играть утилитарную роль, превратившись в декоративный элемент.
Из описания в летописи «Кодзики» можно сделать вывод, что в древности кацуоги использовались только в императорских дворцах. К VI веку этот элемент, наряду с тиги, можно было встретить на домах влиятельных родов, таких, как Накатоми и Мононобэ. Возможно, кацуоги стали использоваться в храмах из-за приписываемого императору происхождения от Аматэрасу.
Количество кацуоги бывает разным, но как минимум один с каждого края располагается позади тиги. В храме Исэ, например, хондэн венчают десять кацуоги во внутреннем святилище (найку) и девять — во внешнем (гэку); как правило, чётное число кацуоги венчает храмы, посвящённые мужским божествам, а нечётное — женским. Обычно брёвна круглые, сужающиеся к концам; также есть примеры использования кацуоги квадратного сечения. В важных храмах их концы защищены позолоченными покрытиями. Кацуоги всегда встречаются в храмах, построенных в стиле симмэй-дзукури, сумиёси-дзукури, касуга-дзукури и тайся-дзукури; реже их можно встретить и на храмах других стилей.
Тиги (яп. 千木, также 鎮木, 知木, 知疑) — далеко выступающие, перекрещивающиеся концы стропил храма со стороны фасада или торца. Длинные лёгкие стропила с отверстиями придают храму лёгкость, на фоне массивной крыши и глухого фасада они подчёркивают изящество рисунка здания. Первоначально являлись элементом, усиливающим конструкцию, подобно кацуоги; выступающие концы стропил связывали для прочности. Считается, что этот приём используется в исходном виде в храме Исэ. В Исэ тиги на всех храмах имеют сквозные отверстия (яп. 風穴 кадзаана, отверстие для ветра), но их завершение неодинаково — в храмах, посвящённых мужским божествам, концы стропил обрезаны перпендикулярно земле, женским — параллельно. Отверстия и концы стропил отделаны металлическими накладками. Как и тиги, встречаются на храмах, построенных в стиле симмэй-, сумиёси-, касуга- и тайся-дзукури; также их можно встретить в храме Кибицу-дзиндзя.
Со временем тиги потеряли своё функциональное значение и превратились в декоративный элемент. За исключением стиля симмэй-дзукури, тиги уже не являются продолжением стропил, а крепятся на крышу независимо. В таком случае они называются окитиги (яп. 置千木 накладные тиги) и используются в стилях тайся- и касуга-дзукури. В этих стилях они могут отличаться по виду — например, в Идзумо-тайся тиги имеют отверстия и перекрещиваются под прямым углом, а в стиле касуга-дзукури бывают сильно изогнутыми и не имеют отверстий. Вероятно, в древности подобный элемент встречался на жилых домах и хранилищах знатных семейств; до сих пор удлинённые стропила можно увидеть на некоторых деревенских домах минка.

## Сэнгу
С древности многие синтоистские храмы регулярно полностью перестраиваются. Например, Касуга-тайся в Наре — каждые 20 лет, Идзумо-тайся — каждые 60 лет, Сумиёси-тайся — каждые 30 лет. Эти перестройки называют сэнгу или сикинэн сэнгу (яп. 式年遷宮). В храме Исэ для этого существует два смежных участка, при перестройке они используются поочерёдно. В храме Камигамо-дзиндзя в Киото тоже есть два участка, но основным является восточный, западный используется для временного размещения го-синтая при ремонте или перестройке. Вероятно, подобные перестройки позволяли сохранить стиль и технику строительства, в процессе молодые мастера перенимали знания опытных. Другими причинами могли являться необходимость смены свай во влажном японском климате, а также синтоистская концепция очищения, согласно которой необходимо «обновлять» силу ками и святилища. Хотя обычно при перестройке точно воспроизводилась форма старого здания, иногда в него вносились новые элементы, например, заимствования из буддистской архитектуры. Кроме того, время от времени появлялись движения по возвращению к истокам, при этом происходило упрощение стиля храма.